# Buccinum oedematum
Buccinum oedematum är en snäckart som beskrevs av Dall 1907. Buccinum oedematum ingår i släktet Buccinum och familjen valthornssnäckor. Inga underarter finns listade i Catalogue of Life.

## Bildgalleri

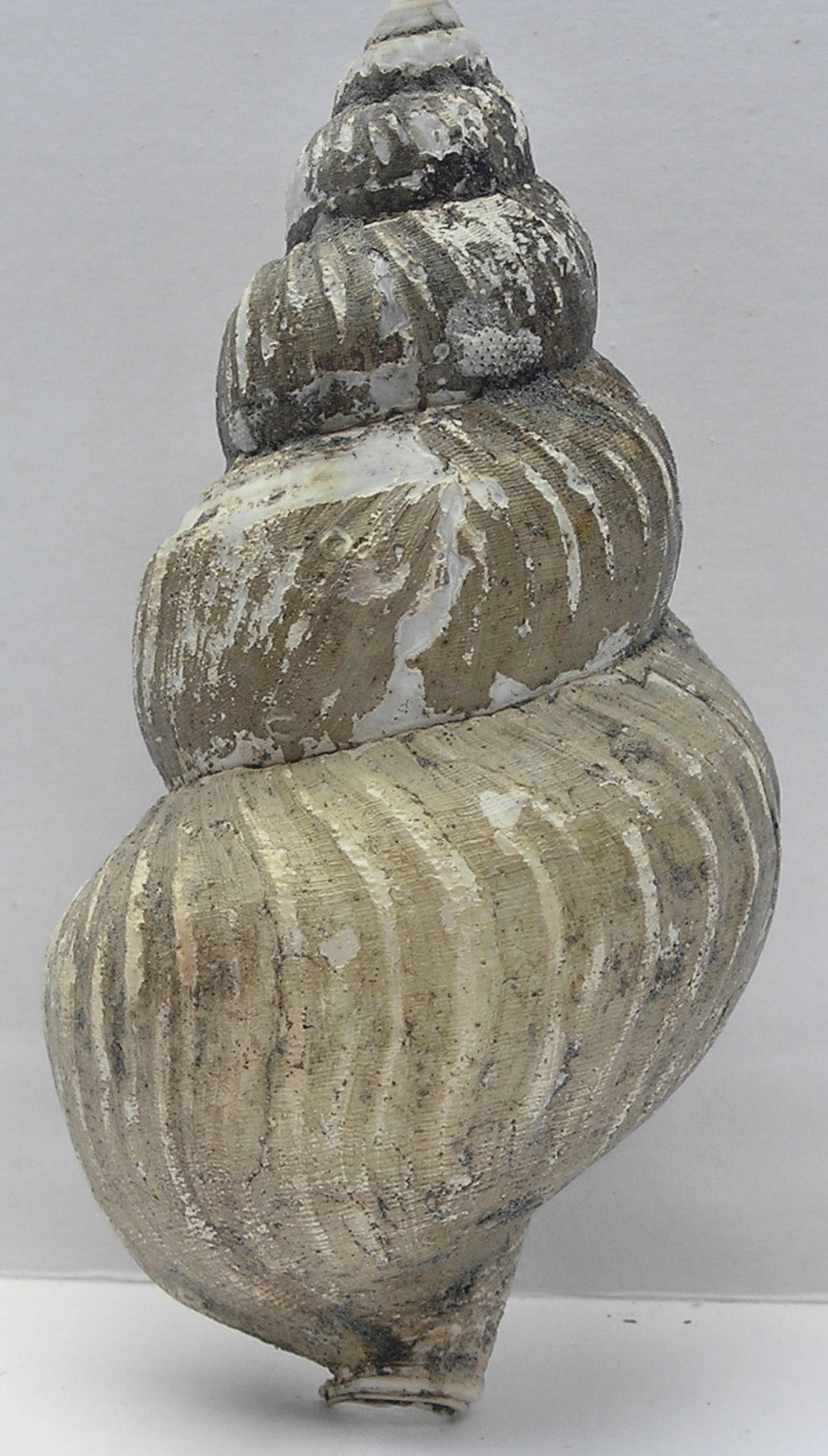